# Deželnoglavarsko sodišče
Deželnoglavarsko sodišče (nemško Landeshauptmannschaftliches Gericht) je pojav fevdalizma v habsburških dednih deželah, in pojem pravne zgodovine. Bilo je kazensko sodišče, pristojno za privilegirane osebe in tujce. Poleg ograjnega sodišča je predstavljalo najvišjo sodno oblast v deželi. Deželnoglavarskemu sodišču je predsedoval deželni glavar, postopke pa je vodil deželni upravnik. Postopek na sodišču je bil pospešen, običajno hiter in brez odvetnikov. Deželnoglavarska sodišča so obstajala do reform vladarice Marije Terezije v letih 1747-49, ko je njihove delokroge prevzela deželna pravda.

## Delokrogi deželnoglavarskega sodišča
Deželnoglavarsko sodišče je bilo kazensko sodišče, pristojno za privilegirane osebe (duhovščino in plemstvo) in tujce. Poleg tega je bilo pristojno za deželnoknežje uradnike, tožbe podložnikov proti zemljiškim gospodom, ter pritožbena instanca za sodbe patrimonialnih sodišč, ko je šlo za spore med podložniki. Za pritožbe na sodbe deželnoglavarskega sodišča je bila pristojna notranjeavstrijska vlada v Gradcu.